# Série de championnat de la Ligue nationale de baseball 2014

Logo de la Ligue nationale de baseball

La Série de championnat de la Ligue nationale de baseball 2014 est la 45e série finale de la Ligue nationale de baseball, dont l'issue détermine le représentant de cette ligue à la Série mondiale 2014, la grande finale des Ligues majeures de baseball. 
Cette série au meilleur de sept parties débute le samedi 11 octobre 2014 entre les Cardinals de Saint-Louis et se termine le jeudi 16 octobre suivant par la victoire des Giants de San Francisco, quatre matchs à un sur les Cardinals de Saint-Louis.
Madison Bumgarner, des Giants, est nommé joueur par excellence de la Série de championnat.

## Équipes en présence

### Cardinals de Saint-Louis
Les Cardinals de Saint-Louis entreprennent cette série en tant que champions en titre de la Ligue nationale. Auteurs d'une 7e saison gagnante de suite, ils méritent une 4e qualification consécutive en séries éliminatoires et une 5e en six ans. Saint-Louis remporte en 2014 le titre de la division Centrale de la Ligue nationale pour la 2e fois en deux ans. Malgré 7 victoires de moins qu'en 2013, les Cardinals concluent l'année avec un bilan de 90 victoires, 72 défaites, et deux matchs d'avance sur leurs plus proches poursuivants. Ils éliminent les champions de la section Ouest, les Dodgers de Los Angeles, trois matchs à un en Série de divisions.
Ils participent à la Série de championnat de la Ligue nationale pour la 4e année de suite et la 12e fois au total, un record. Ils ont remporté 7 fois la série, plus souvent que quiconque en Ligue nationale, et ont notamment gagné les séries de 2011 et 2013.

### Giants de San Francisco
Avec 88 victoires et 74 défaites en saison régulière 2014, 12 matchs gagnés de plus que l'année précédente, les Giants de San Francisco prennent le second rang de la division Ouest, six parties derrière les Dodgers de Los Angeles. Qualifiés en éliminatoires pour la 3e fois en 5 ans, les Giants doivent se mesurer aux Pirates de Pittsburgh dans le match de meilleur deuxième de la Ligue nationale, qu'ils remportent 8-0 sur le terrain de leurs adversaires. Ils remportent ensuite trois parties à une la Série de divisions qui les oppose aux champions de la section Est, les Nationals de Washington.
Les Giants accèdent à la Série de championnat de la Ligue nationale pour la 7e fois de leur histoire et la 3e fois en 5 années, leurs deux finales précédentes s'étant conclues par un succès, puis une victoire ultime dans la Série mondiale 2010 et la Série mondiale 2012.

### Affrontements précédents
La finale 2014 de la Ligue nationale est une reprise la Série de championnat 2012 remportée 4 matchs à 3 par les Giants sur les Cardinals. Il s'agit de la 4e opposition en finale de la ligue pour ces deux clubs. Précédemment, les Cardinals avaient remporté dans la limite de sept parties la Série de championnat 1987 sur les Giants, tandis que ces derniers avaient triomphé quatre victoires à une en Série de championnat 2002. Saint-Louis et San Francisco se sont affrontés à 7 reprises en saison régulière 2014, les Giants remportant 4 de ces rencontres.

## Déroulement de la série

### Calendrier des rencontres
La première équipe à remporter quatre victoires est sacrée championne de la Ligue nationale et la représente en Série mondiale 2014.
| Match | Date       | Visiteur                 | Hôte                     | Score              |
| ----- | ---------- | ------------------------ | ------------------------ | ------------------ |
| 1     | 11 octobre | Giants de San Francisco  | Cardinals de Saint-Louis | 3 - 0              |
| 2     | 12 octobre | Giants de San Francisco  | Cardinals de Saint-Louis | 4 - 5              |
| 3     | 14 octobre | Cardinals de Saint-Louis | Giants de San Francisco  | 4 - 5 (10 manches) |
| 4     | 15 octobre | Cardinals de Saint-Louis | Giants de San Francisco  | 4 - 6              |
| 5     | 16 octobre | Cardinals de Saint-Louis | Giants de San Francisco  | 3 - 6              |

### Match 1
Samedi 11 octobre 2014 au Busch Stadium, Saint-Louis, Missouri.
| Giants de San Francisco | 0 | 2 | 1 | 0 | 0 | 0 | 0 | 0 | 0 | 3 | 8 | 0 |
| Cardinals de Saint-Louis | 0 | 0 | 0 | 0 | 0 | 0 | 0 | 0 | 0 | 0 | 4 | 1 |
| Lanceurs partants : SF : Madison Bumgarner STL : Adam Wainwright Vic. : Madison Bumgarner (1-0) Déf. : Adam Wainwright (0-1) Sauv. : Santiago Casilla (1) |   |   |   |   |   |   |   |   |   |   |   |   |

Le lanceur partant des Giants, Madison Bumgarner, n'accorde aucun point et 4 coups sûrs en 7 manches et deux tiers lancées dans la victoire de 3-0 sur Saint-Louis. Bumgarner étire à 26 manches et deux tiers sa séquence sans accorder de points mérités sur la route en éliminatoires, éclipsant l'ancien record des majeures de 24 manches par Art Nehf, des Giants de New York de 1921 à 1924. Pour San Francisco, il s'agit d'une 7e victoire de suite sur la route en éliminatoires, incluant les séries de 2012.

### Match 2
Dimanche 12 octobre 2014 au Busch Stadium, Saint-Louis, Missouri.
| Giants de San Francisco | 0 | 0 | 0 | 0 | 1 | 1 | 1 | 0 | 1 | 4 | 10 | 0 |
| Cardinals de Saint-Louis | 0 | 0 | 1 | 1 | 0 | 0 | 1 | 1 | 1 | 5 | 8  | 0 |
| Lanceurs partants : SF : Jake Peavy STL : Lance Lynn Vic. : Seth Maness (1-0) Déf. : Sergio Romo (0-1) HRs: STL : Matt Carpenter (1), Oscar Taveras (1), Matt Adams (1), Kolten Wong (1) |   |   |   |   |   |   |   |   |   |   |    |   |

Les Cardinals l'emportent 5-4 grâce à 4 circuits : celui de deux points de Matt Carpenter et les coups en solo d'Oscar Taveras, Matt Adams et Kolten Wong, ce dernier pour mettre fin au match en deuxième moitié de 9e manche. Les deux clubs s'échangent l'avance et nivellent chacun leur tour le score durant la rencontre, Adams redonnant l'avantage, 4-3, à Saint-Louis en fin de 8e, puis San Francisco reprenant le point à la suite d'un mauvais lancer du stoppeur Trevor Rosenthal au receveur substitut Tony Cruz en début de 9e manche. Le receveur étoile des Cardinals, Yadier Molina, quitte le match en 6e manche lorsqu'il se blesse à l'oblique gauche durant un passage au bâton. Avant d'être blessé, Molina réussit son 89e coup sûr en carrière en matchs éliminatoires, dépassant son ex-coéquipier Albert Pujols pour le record de franchise des Cardinals.

### Match 3
Mardi 14 octobre 2014 au AT&T Park,  San Francisco, Californie.
| Cardinals de Saint-Louis | 0 | 0 | 0 | 2 | 0 | 1 | 1 | 0 | 0 | 0 | 4 | 9 | 1 |
| Giants de San Francisco | 4 | 0 | 0 | 0 | 0 | 0 | 0 | 0 | 0 | 1 | 5 | 6 | 0 |
| Lanceurs partants : STL : John Lackey SF : Tim Hudson Vic. : Sergio Romo (1-1) Déf. : Randy Choate (0-1) HRs : STL : Randal Grichuk (1) |   |   |   |   |   |   |   |   |   |   |   |   |   |

Après avoir marqué 4 points en première manche, dont 3 sur un double de Travis Ishikawa avec les buts remplis, les Giants ne frappent plus qu'un seul autre coup sûr contre John Lackey, le lanceur partant des Cardinals. Entre-temps, Saint-Louis comble l'écart et un circuit de Randal Grichuk chasse Tim Hudson en 7e et nivelle le score à 4-4. En début de 10e manche, un plongeon de Pablo Sandoval, le joueur de troisième but des Giants, vole un coup sûr de plus d'un but à Matt Holliday et empêche les Cardinals de marquer. En fin de 10e, Brandon Crawford soutire un but-sur-balles, Juan Pérez enchaîne avec un simple puis, sur une tentative d'amorti de Gregor Blanco, le lanceur Randy Choate relaie hors cible au premier but, envoyant la balle dans le champ droit. L'erreur permet à Crawford de marquer le point de la victoire pour San Francisco. Sandoval égale dans ce match un record de franchise de Barry Bonds en se rendant sur les buts pour un 21e match éliminatoire de suite, une séquence amorcée en Série de divisions 2012.

### Match 4
Mercredi 15 octobre 2014 au AT&T Park,  San Francisco, Californie.
| Cardinals de Saint-Louis | 1 | 1 | 2 | 0 | 0 | 0 | 0 | 0 | 0 | 4 | 11 | 0 |
| Giants de San Francisco | 1 | 0 | 2 | 0 | 0 | 3 | 0 | 0 | X | 6 | 11 | 0 |
| Lanceurs partants : STL : Shelby Miller SF : Ryan Vogelsong Vic. : Yusmeiro Petit (1-0) Déf. : Marco Gonzales (0-1) Sauv. : Santiago Casilla (2) HRs : STL : Kolten Wong (2) |   |   |   |   |   |   |   |   |   |   |    |   |

Les deux lanceurs partants ne font que penser, Ryan Vogelsong des Giants et Shelby Miller des Cardinals étant retirés de la partie après 3 manches dans le premier cas et en 4e reprise pour le second. Saint-Louis se forge une avance de 4-1 après deux manches et demie de jeu. Les Giants répliquent en envoyant Yusmeiro Petit au monticule pour stopper l'hémorrhagie. Celui-ci ne donne qu'un coup sûr en 3 manches et 6 releveurs unissent leurs efforts pour ne plus accorder de point aux Cardinals. Les Giants reviennent de l'arrière avec deux points en fin de 3e manche puis trois autres en 6e pour l'emporter 6-4. Cette dernière manche productive se déroule sur une succession de jeux sans grand éclat : but-sur-balles à Juan Pérez, simple de Brandon Crawford et amorti de Matt Duffy, puis un point marque sur l'optionnel de Gregor Blanco, un autre sur le retrait à l'avant-champ de Joe Panik et enfin un 3e sur le simple de Buster Posey.

### Match 5
Jeudi 16 octobre 2014 au AT&T Park,  San Francisco, Californie.
| Cardinals de Saint-Louis | 0 | 0 | 1 | 2 | 0 | 0 | 0 | 0 | 0 | 3 | 6 | 0 |
| Giants de San Francisco | 0 | 0 | 2 | 0 | 0 | 0 | 0 | 1 | 3 | 6 | 7 | 0 |
| Lanceurs partants : STL : Adam Wainwright SF : Madison Bumgarner Vic. : Jeremy Affeldt (1-0) Déf. : Michael Wacha (0-1) HRs : STL : Matt Adams (2), Tony Cruz (1) SF : Joe Panik (1), Michael Morse (1), Travis Ishikawa (1) |   |   |   |   |   |   |   |   |   |   |   |   |

Les Giants, qui n'avaient frappé aucun circuit jusque-là dans la série et aucun en 242 passages au bâton, en réussissent trois dans ce dernier match. Une claque de deux points de Joe Panik leur donne les devants 2-1 en 3e manche, mais le lanceur partant pour San Francisco, Madison Bumgarner, en donne deux en débuts de 4e : Matt Adams et Tony Cruz placent les Cardinals en avant, 3 à 2. En fin de 8e manche, Michael Morse, qui est frappeur suppléant à la place de Bumgarner, accueille Pat Neshek, venu lancer en remplacement du partant des Cardinals Adam Wainwright, avec un circuit en solo pour créer l'égalité. En début de 9e, Saint-Louis remplit les buts contre Santiago Casilla, mais Jeremy Affeldt le remplace au monticule et étouffe la menace en retirant Oscar Taveras. Le dernier circuit des Giants vient en fin de 9e par un joueur réserviste qui n'en compte que 22 en 7 saisons dans les majeures : Travis Ishikawa frappe un coup de 3 points au champ droit contre Michael Wacha et propulse les Giants, victorieux 6-3, en Série mondiale.

## Joueur par excellence
Le lanceur partant gaucher des Giants de San Francisco, Madison Bumgarner, est élu joueur par excellence de la Série de championnat 2014 de la Ligue nationale. Il amorce les premier et dernier match de la finale, blanchissant Saint-Louis dans la première rencontre. Il termine la série avec 12 retraits sur des prises et 3 points accordés en 15 manches et deux tiers lancées, pour une moyenne de points mérités de 1,72. Les joueurs des Cardinals n'ont maintenu qu'une moyenne au bâton de ,170 contre lui dans cette série.